# 察倫吉哈主教座堂

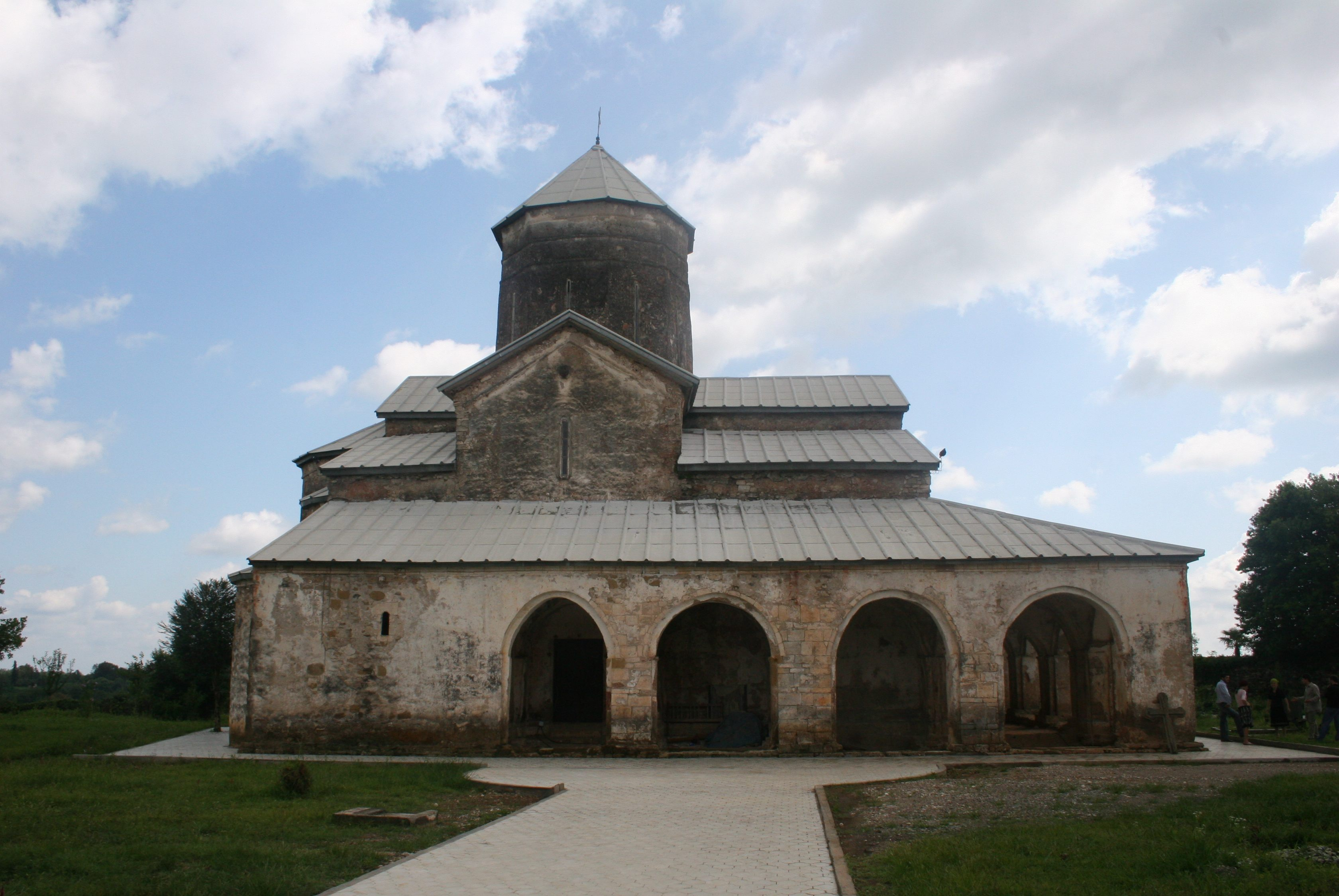
察倫吉哈主教座堂

察倫吉哈主教座堂是位於喬治亞察倫吉哈的一座喬治亞正教會的主教座堂。察倫吉哈主教座堂修建於12至14世紀，以其內部的壁畫而聞名。